# 7413 Galibina
7413 Galibina è un asteroide della fascia principale. Scoperto nel 1990, presenta un'orbita caratterizzata da un semiasse maggiore pari a 3,0841475 UA e da un'eccentricità di 0,1972322, inclinata di 0,53766° rispetto all'eclittica.